# Ella Seidelová
Ella Seidelová (* 14. února 2005 Hamburk) je německá profesionální tenistka. Na okruhu ITF získala pět titulů ve dvouhře a jednu trofej ve čtyřhře. Na juniorském grandslamu prohrála po boku Caroline Kuhlové finále čtyřhry US Open 2022 s párem Lucie Havlíčková a Diana Šnajderová.
Na žebříčku WTA byla ve dvouhře nejvýše klasifikována v červnu 2025 na 109. místě a ve čtyřhře v září 2024 na 190. místě.

## Tenisová kariéra

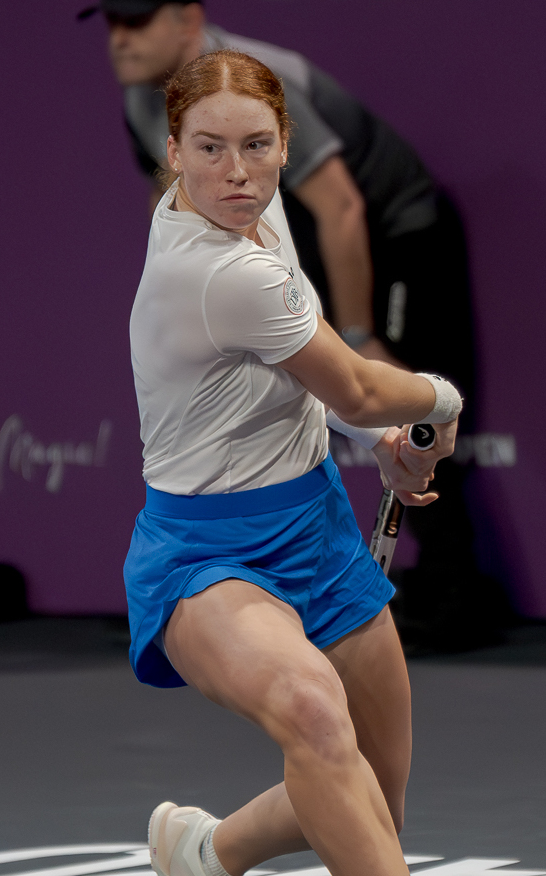
Z kvalifikace do čtvrtfinále prošla na Transylvania Open 2025

V rámci okruhu ITF debutovala jako 15letá v lednu 2021, když na turnaji v rodném Hamburku, dotovaném 25 tisíci dolary, postoupila přes Gjorčeskou z kvalifikace. V úvodním kole dvouhry získala jediný game na spolukvalifikantku Čeng Čchin-wen z třetí světové stovky. Premiérový titul v této úrovni tenisu vybojovala během července 2023 ve stuttgartském obvodu Vaihingen. Cestou turnajem s rozpočtem 25 tisíc dolarů vyřadila Dalilu Jakupovićovou a ve finále krajanku Julii Middendorfovou z páté stovky žebříčku. Druhou trofej vybojovala v srpnu 2023 na braunschweigské 25tisícovce, opět po závěrečné výhře nad Middendorfovou.
Do okruhu WTA Tour poprvé zasáhla červencovou čtyřhrou Hamburg European Open 2022, do níž s krajankou Nastasjou Schunkovou obdržely divokou kartu. Na úvod deklasovaly francouzsko-americký pár  Lechemiová a Santamariová, než je vyřadily Japonka Katová s Indonésankou Sutjiadiovou. V singlové soutěži WTA se premiérově představila na Hamburg European Open 2023, vzhledem k až 309. příčce na žebříčku, na divokou kartu. Časnou třísetovou porážku jí přivodila o dvě stě míst výše postavená krajanka Jule Niemeierová.
V říjnu 2023 deníku Hamburger Abendblatt sdělila, že jejím krátkodobým cílem je posun na hranici Top 200, aby se mohla zúčastnit první grandslamové kvalifikace na lednovém Australian Open 2024. Tento záměr realizovala zejména díky titulu na bratislavské 60tisícovce Slovak Open v listopadu 2023, po finálové výhře nad členkou třetí stovky Sofja Lansereovou, figurující o jedenáct míst výše. V kvalifikaci Australian Open 2024 porazila Američanku Elizabeth Mandlikovou, Britku Francescu Jonesovou i další zástupkyni amerického tenisu Hailey Baptisteovou. Debut v hlavní grandslamové soutěži tak prožila v melbournské dvouhře, kde v 53minutovém duelu uhrála jediný game na světovou dvojku, obhájkyni trofeje a pozdější vítězku Arynu Sabalenkovou. Z pozice šťastné poražené prošla na Hungarian Grand Prix 2024 do prvního čtvrtfinále WTA přes Annu Bondárovou. V něm však nestačila na pozdější šampionku, dvacátou osmou hráčku světa Dianu Šnajderovou. V navazujícím červencovém týdnu zopakovala čtvrtfinálovou účast na Livesport Prague Open 2024, když vyřadila sedmou nasazenou Nadiu Podoroskou i Japonku Enu Šibaharaovou. Stopku jí však vystavila nejvýše nasazená příslušnice světové třicítky Linda Nosková, na níž získala jen čtyři hry. Češce prolomila podání jednou, zatímco sama  sama o něj přišla pětkrát.

## Tituly na okruhu ITF
| Legenda         | Legenda     |
| --------------- | ----------- |
| Turnaje W100    | Turnaje W80 |
| Turnaje W75/W60 | Turnaje W50 |
| Turnaje W35/W25 | Turnaje W15 |

### Dvouhra (5 titulú)
| Č. | datum         | turnaj                       | kategorie | povrch    | poražená finalistka | výsledek      |
| -- | ------------- | ---------------------------- | --------- | --------- | ------------------- | ------------- |
| 1. | červenec 2023 | Stuttgart-Vaihingen, Německo | W25       | antuka    | Julia Middendorfová | 6–3, 6–1      |
| 2. | srpen 2023    | Braunschweig, Německo        | W25       | antuka    | Julia Middendorfová | 7–6(7–4), 6–3 |
| 3. | listopad 2023 | Bratislava, Slovensko        | W60       | tvrdý (h) | Sofja Lansereová    | 6–4, 7–6(7–4) |
| 4. | červenec 2024 | Stuttgart-Vaihingen, Německo | W35       | antuka    | Cristina Dinuová    | 6–4, 6–3      |
| 5. | září 2024     | Pazardžik, Bulharsko         | W75       | antuka    | Caroline Wernerová  | 6–1, 6–4      |

### Čtyřhra (1 titul)
| Č. | datum      | turnaj          | kategorie | povrch | spoluhráčka         | poražené finalistky          | výsledek |
| -- | ---------- | --------------- | --------- | ------ | ------------------- | ---------------------------- | -------- |
| 1. | srpen 2022 | Lipsko, Německo | W25       | antuka | Noma Noha Akugueová | Tea Lukicová Joëlle Steurová | 6–0, 7–5 |

## Finále na juniorském Grand Slamu

### Čtyřhra juniorek: 1 (0–1)
| Stav       | rok  | turnaj  | povrch | spoluhráčka      | soupeřky ve finále                | výsledek |
| ---------- | ---- | ------- | ------ | ---------------- | --------------------------------- | -------- |
| Finalistka | 2022 | US Open | tvrdý  | Carolina Kuhlová | Lucie Havlíčková Diana Šnajderová | 3–6, 2–6 |